# Serreslous-et-Arribans
Serreslous-et-Arribans település Franciaországban, Landes megyében. Lakosainak száma 193 fő (2022. január 1.). Serreslous-et-Arribans Doazit, Hagetmau és Saint-Cricq-Chalosse községekkel határos.

## Népesség
A település népessége az elmúlt években az alábbi módon változott:
| Lakosok száma | 166  | 150  | 169  | 205  | 201  | 195  | 194  | 192  | 189  | 193  |
|               | 1968 | 1982 | 1990 | 2006 | 2013 | 2015 | 2017 | 2019 | 2020 | 2022 |